# ManoMano
ManoMano è un'azienda francese operante nel commercio elettronico, specializzata in bricolage e fai-da-te, edilizia, giardinaggio, decorazione e arredo bagno.

## Storia
L'azienda venne fondata nel luglio 2012 con il nome di MonEchelle, effettuando una raccolta fondi di €150.000 per finanziare il lancio nel mercato francese. Nel 2013 la società ottenne un secondo finanziamento, dell'importo di €300.000 che consentì la pubblicazione del sito di e-commerce sul web. Nel settembre 2014 ManoMano, raccolse nuovi fondi per circa 2 milioni di euro dal fondo CM-CIC Capital Privé e da uno degli azionisti storici che le consentirono di espandersi in Spagna e Italia nel 2015 e nel Regno Unito nel 2016. Nel 2015 MonEchelle, venne rinominata in ManoMano mentre nel 2016 l'azienda rastrellò fondi per un importo di €13 milioni dalla Partech Ventures, dalla Piton Capital, dalla CM-CIC Capital Privé e dalla Bpifrance Digital Ambition Fund al fine di espandere le operazioni commerciali in Europa e lanciare il sito in Germania. Nel 2019 la società registrò un volume d'affari di 620 milioni di euro con 420 dipendenti mentre nel 2020 ha ottenuto investimento di €125 milioni da parte del fondo sovrano di Singapore Temasek e dalla società di investimento Kismet Holdings.

## Rete di vendita
| Stato       | Data di lancio |
| ----------- | -------------- |
| Francia     | Giugno 2013    |
| Spagna      | Giugno 2015    |
| Italia      | Luglio 2015    |
| Regno Unito | Gennaio 2016   |
| Germania    | Novembre 2016  |

## Loghi

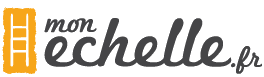
2013-2015
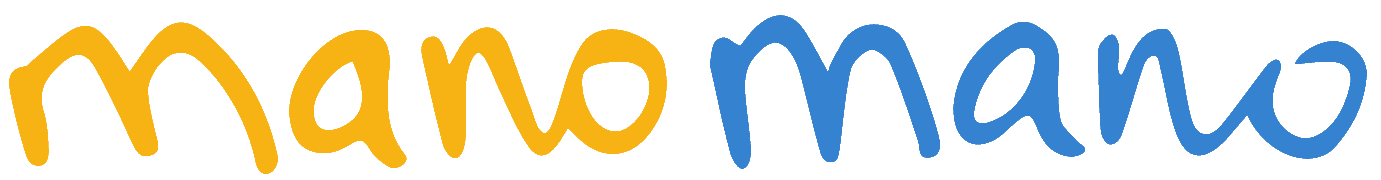
2015-2018
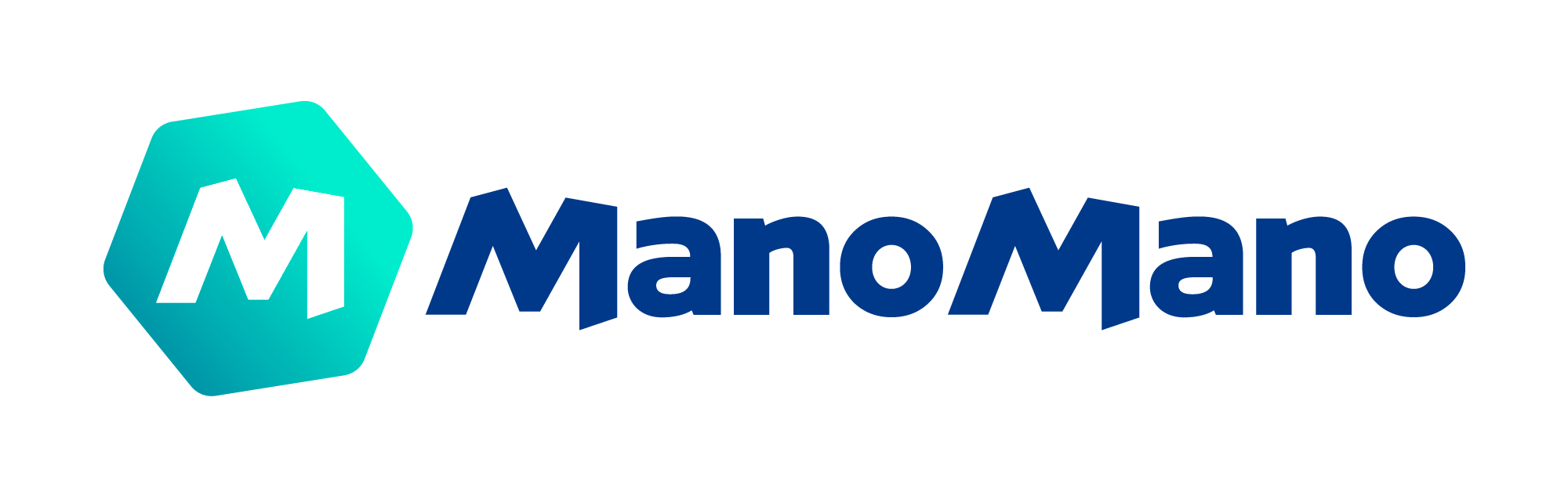
2018-presente